# Terceira posição
Na política, terceira posição ou terceira alternativa é um termo guarda-chuva usado por uma variedade de movimentos políticos e ideológicos nacionalistas sincréticos contrários tanto ao capitalismo laissez-faire quanto ao comunismo, bem como ao liberalismo cultural.
Levando em conta a teoria da ferradura e a dicotomia esquerda-direita, a terceira posição é descrita como um movimento de extrema-direita. Porém, seus adeptos a descrevem como uma posição "além da esquerda e da direita".
Muitos dos movimentos que reivindicam essa qualificação são classificados como neofascistas. Contudo, se aproximam da geoeconomia de esquerda ao promover políticas trabalhistas, anti-imperialistas, terceiro-mundistas, contrárias ao eurocentrismo ou de não alinhamento.
Apesar de ser comum a vaga identificação da terceira posição como neofascista, existem várias vertentes que se enquadram como de terceira posição: o strasserismo, o nacional-sindicalismo, o falangismo, o franquismo, o integralismo brasileiro, o getulismo, o peronismo, o castilhismo, etc.

## História
Historicamente, foi a posição defendida tanto pelo fascismo italiano quanto pelos movimentos políticos análogos do nacional-socialismo alemão, da Falange Espanhola, das Juntas de Ofensiva Nacional-Sindicalista de Ramiro Ledesma, da Guarda de Ferro romena, do rexismo belga, entre outros. Estes surgiram no período entreguerras, após a revolução bolchevique e coincidindo com a crise do modelo liberal, tanto na política (era comum rotular a democracia liberal como decadente) quanto na economia (crise de 1929). Também foi relacionada ao modelo econômico proposto pela doutrina social da Igreja e pela encíclica Quadragesimo anno do Papa Pio XI. O termo também foi usado pelo peronismo na Argentina.
Desde o final do século XX, o termo tem sido reivindicado por diferentes movimentos rotulados como "alternativos" ou "nacional-revolucionários". A semelhança do nome com a terceira via chega a ser utilizada de forma pejorativa para observar um paralelo conceitual.